# Рэдукану, Некула
Некула (Рикэ) Рэдукану (рум. Necula (Rică) Răducanu, род. 10 мая 1946, Влэдень, Яломица) — румынский футболист, вратарь. Участник чемпионата мира 1970 года. Почётный гражданин Бухареста.

## Биография
Некула Рэдукану родился 10 мая 1946 года в румынской коммуне Влэдень.

### Клубная карьера
Занимался футболом в бухарестских клубах «Виктория» (1958—1959) и «Флакэра Рошие» (1959—1965).
Большую часть карьеры провёл в бухарестском «Рапиде», за который выступал в 1965—1975 годах. В его составе провёл в чемпионате Румынии 233 матча, забил 7 мячей. В 1967 году стал чемпионом страны, трижды выигрывал серебряные (1966, 1970-1971) и один раз бронзовые (1969) медали. В 1972 и 1975 годах завоевал Кубок Румынии. Остался в команде после вылета из Дивизии А в 1974 году и вместе с ней вернулся в элиту, но сразу после этого покинул «Рапид».
В 1975—1978 годах защищал цвета «Спортул Студенцеск» из Бухареста, проведя 88 матчей в чемпионате Румынии. Следующие два сезона выступал за бухарестский «Стяуа», сыграл 22 матча и завоевал второй в карьере Кубок Румынии (1979), серебро (1980) и бронзу (1979) чемпионата страны. В сезоне-1979/80 также играл в «Решице».
В 1980 году перебрался в «Бая-Маре», провёл 10 матчей в чемпионате страны, но доигрывал сезон в Дивизии B «Аутобузуле» из Бухареста. Последним в карьере Рэдукану стал сезон-1981/82, который он провёл также в Дивизии B в бухарестском «Прогресуле».

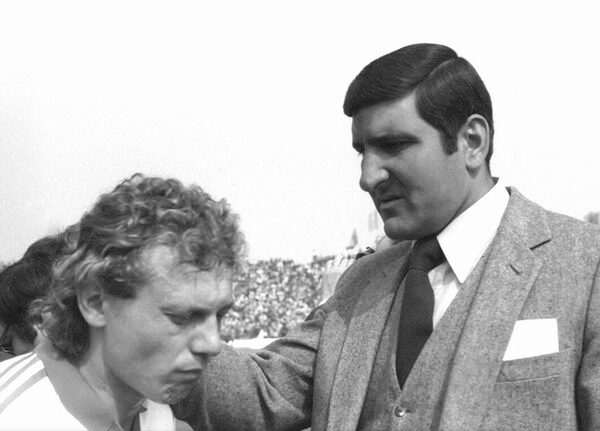
Некула Рэдукану с футболистом Илие Балачем, 1983 год

### Карьера в сборной
В 1967—1968 годах выступал за молодёжную сборную Румынии, провёл 11 матчей.
В 1967—1978 годах защищал ворота сборной Румынии, провёл 56 матчей, пропустил 54 мяча. Дебютным для Рэдукану стал матч 24 июня 1967 года против сборной Италии (0:1).
В 1970 году вошёл в состав сборной Румынии на чемпионате мира в Мексике. Участвовал только в третьем матче группового этапа против Бразилии (2:3): на 27-й минуте Рэдукану при счёте 0:2 заменил пропустившего два мяча от Пеле и Жаирзиньо Стере Адамаке.

### После завершения карьеры
После окончания игровой карьеры и падения и смены режима в Румынии стал предпринимателем — открыл сеть продовольственных магазинов Merci Rică.
Был актёром художественных фильмов: в 1978 году сыграл вратаря команды «Рулот» Рикэ Дэрукару в ленте «Всё для футбола» режиссёра Андрея Блайера, в 2007 году — себя самого в телесериале «Агент ВИП», в 2008 году — Мариселя в фильме «Иностранный легион» режиссёра Мирчи Данелюка.
В марте 2008 года был награждён орденом «Спортивные заслуги» III степени I типа.
15 мая 2008 года за спортивные заслуги был удостоен звания почётного гражданина Бухареста.

## Достижения

### Командные
Рапид
- Чемпион Румынии (1): 1967
- Серебряный призёр чемпионата Румынии (3): 1966, 1970, 1971
- Обладатель Кубка Румынии (1): 1972, 1975

 Стяуа
- Серебряный призёр чемпионата Румынии (1): 1980
- Бронзовый призёр чемпионата Румынии (1): 1979
- Обладатель Кубка Румынии (1): 1979